# Bedollo
Bedollo es un municipio italiano situado en la provincia de Trento. Tiene una población estimada, a fines de febrero de 2023, de 1484 habitantes.

## Evolución demográfica
| Gráfica de evolución demográfica de Bedollo entre 1861 y 2023 |
|                                                               |
| Fuente: ISTAT - Elaboración gráfica de Wikipedia              |